# Feldhetman von Litauen
Der Feldhetman von Litauen (poln. Hetman polny litewski) war nach dem Großhetman von Litauen der zweithöchste Feldherr während der Personalunion von Polen-Litauen zwischen dem 15. und 18. Jahrhundert im Großfürstentum Litauen. Nach Gründung der Personalunion wurde sowohl in Litauen als auch in Polen der Posten des Feldhetmans und des Großhetmans erschaffen. Diese Kommandoposten waren voneinander getrennt und konnten nicht von ein und derselben Person begleitet werden.
Der Feldhetman war in Friedenszeiten für die Bewachung der Grenzen des Königreiches zuständig. Die Verteidigung der östlichen Grenze gegen die Kosaken und Tataren war seine Hauptaufgabe. Er blieb immer bei der Armee und führte in Friedenszeiten das Kommando.
Während einer Schlacht führte der Großhetman die Schlachtordnung an. Dem Feldhetman unterstand meist der schwächer besetzte Flügel der Angriffsformation um schnell eingreifen zu können.

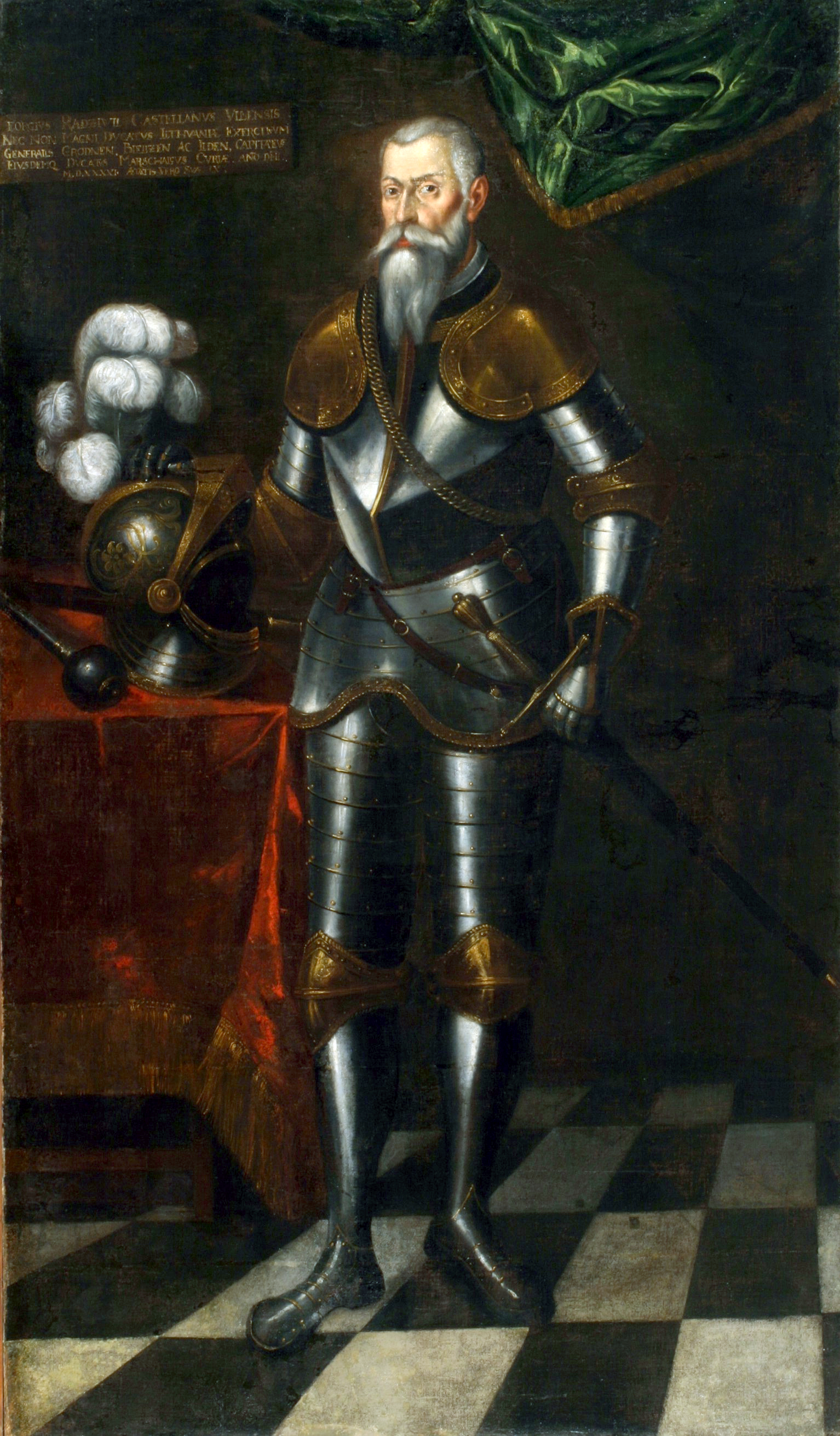
Jerzy Radziwiłł, erster litauischer Feldhetman

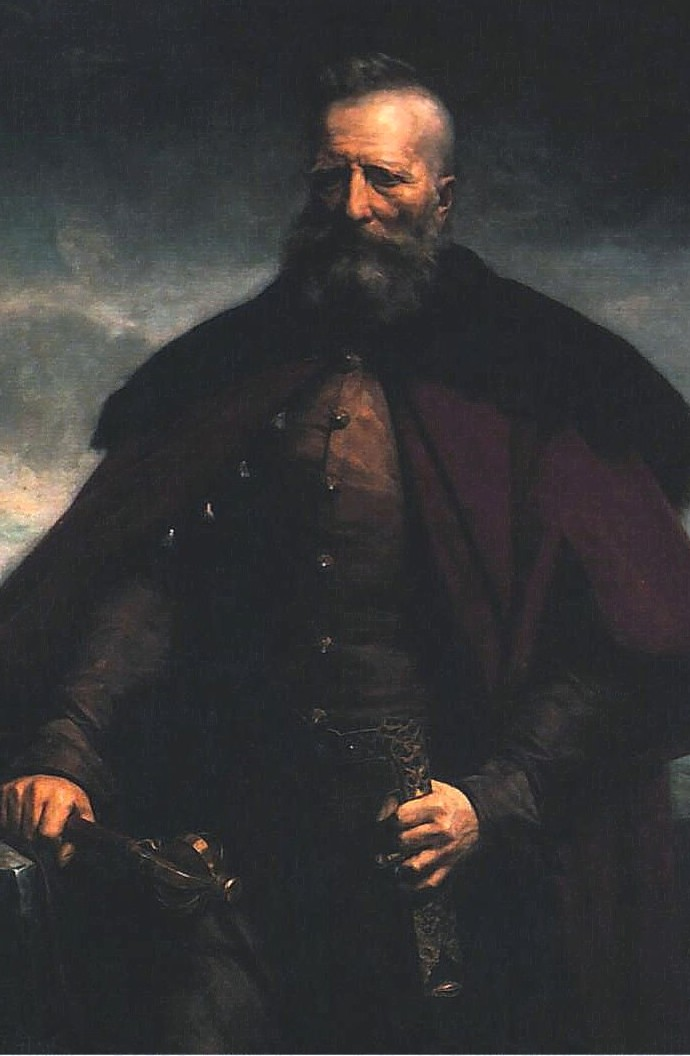
Jan Karol Chodkiewicz

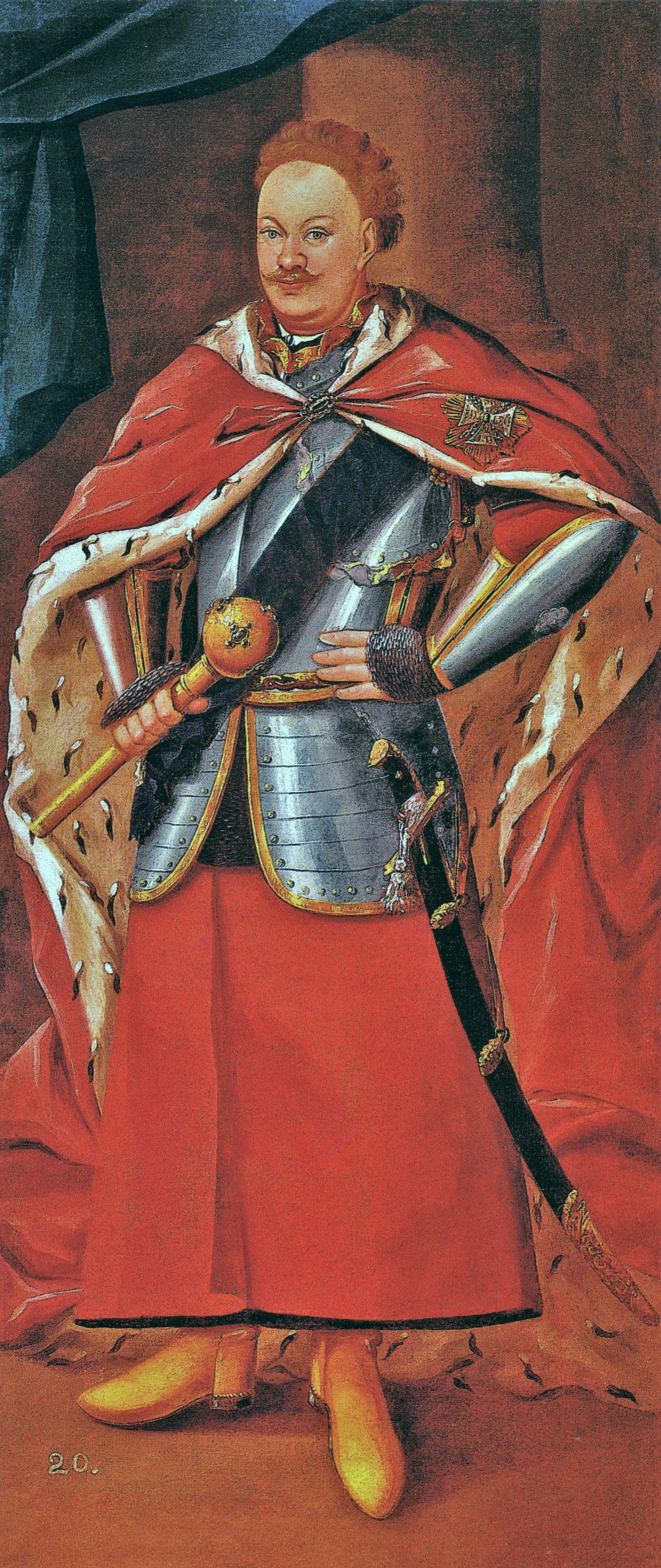
Michał Serwacy Wiśniowiecki

| Liste der Feldhetmane von Litauen | Liste der Feldhetmane von Litauen | Liste der Feldhetmane von Litauen     |
| Ernennung                         | Abdankung Tod                     | Name                                  |
| --------------------------------- | --------------------------------- | ------------------------------------- |
| 1521                              | 1531                              | Jerzy Radziwiłł                       |
| 1531                              | 1536                              | vakant                                |
| 1536                              | 1541                              | Andrzej Niemirowicz                   |
| 1541                              | 1553                              | vakant                                |
| 1553                              | 1561                              | vakant                                |
| 1561                              | 1566                              | Grzegorz Chodkiewicz                  |
| 1566                              | 1569                              | vakant                                |
| 1569                              | 1571                              | Roman Sanguszko                       |
| 1571                              | 1572                              | vakant                                |
| 1572                              | 1589                              | Krzysztof Mikołaj Radziwiłł           |
| 1589                              | 1600                              | vakant                                |
| 1600                              | 1605                              | Jan Karol Chodkiewicz                 |
| 1605                              | 1615                              | vakant                                |
| 1615                              | 1635                              | Krzysztof Radziwiłł                   |
| 1635                              | 1646                              | Janusz Kiszka                         |
| 1646                              | 1654                              | Janusz Radziwiłł                      |
| 1654                              | 1662                              | Wincenty Korwin Gosiewski             |
| 1662                              | 1663                              | vakant                                |
| 1663                              | 1667                              | Michał Kazimierz Pac                  |
| 1667                              | 1668                              | Władysław Wołłowicz                   |
| 1668                              | 1680                              | Michał Kazimierz Radziwiłł            |
| 1680                              | 1681                              | vakant                                |
| 1681                              | 1682                              | Kazimierz Jan Sapieha                 |
| 1682                              | 1684                              | Jan Samuelowicz Ogiński               |
| 1684                              | 1685                              | vakant                                |
| 1685                              | 1701                              | Józef Bogusław Słuszka                |
| 1701                              | 1702                              | vakant                                |
| 1702                              | 1703                              | Michał Serwacy Wiśniowiecki           |
| 1703                              | 1707                              | Grzegorz Antoni Ogiński               |
| 1707                              | 1709                              | Michał Serwacy Wiśniowiecki           |
| 1709                              | 1709                              | Ludwik Konstanty Pociej               |
| 1709                              | 1728                              | Stanisław Ernest Denhoff              |
| 1710                              | 1711                              | Jerzy Hieronim Kryszpin-Kirszensztein |
| 1728                              | 1735                              | vakant                                |
| 1735                              | 1744                              | Michał Kazimierz Radziwiłł Rybeńko    |
| 1744                              | 1762                              | Michał Józef Massalski                |
| 1762                              | 1775                              | Aleksander Michał Sapieha             |
| 1775                              | 1780                              | Józef Sylwester Sosnowski             |
| 1780                              | 1791                              | Ludwik Tyszkiewicz                    |
| 1791                              | 1792                              | vakant                                |
| 1792                              | 1793                              | Szymon Marcin Kossakowski             |
| 1793                              | 1794                              | Józef Zabiełło                        |